# پتروفسکی (آستراخان)
پتروفسکی (به لاتین: Petrovsky) یک منطقهٔ مسکونی در روسیه است که در استان آستراخان واقع شده‌است.